# NISSHA
NISSHA株式会社は、日本の印刷会社。本社は京都府京都市中京区にある。かつての商号は日本写真印刷株式会社。

## 概要
高品質な美術印刷を得意とする創業80年を超える大手印刷会社ではあるが、高度な印刷技術を使った加飾フィルムや最先端のタッチセンサーでグローバル展開している。近年は印刷用資材である蒸着紙を手がけたり、メディカル分野にも進出している。
特にタッチセンサーでは世界トップレベルのシェアを持ち、近年のタッチパネルの旺盛な需要に伴い、成長が著しい。印刷業界が構造不況に陥るなか、好調な業績を挙げている。
京都サンガF.C.のオフィシャルスポンサーでもある。

## 沿革
- 1929年（昭和4年）- 鈴木直樹が印刷業を創業。
- 1942年（昭和17年）- 日本写真印刷有限会社設立。
- 1946年（昭和21年）- 日本写真印刷株式会社設立。
- 1961年（昭和36年）- 大阪証券取引所2部上場。
- 1962年（昭和37年）- 京都証券取引所上場。
- 1969年（昭和44年）- 東京証券取引所2部上場。
- 1980年（昭和55年）- 東証・大証1部上場。
- 2017年（平成29年）- NISSHA株式会社に商号変更。
- 2019年（令和元年）- ゾンネボード製薬株式会社（現:NISSHAゾンネボード製薬株式会社）を買収し、子会社化。

## 製品
- 産業資材事業：加飾フィルム、プラスチック成形品、蒸着紙
- ディバイス事業：タッチセンサー、ガスセンサー
- ライフイノベーション事業：医療機器
- 情報コミュニケーション事業：商業・出版印刷、セールスプロモーション

## 主要取引先
- 任天堂
- Apple
- GM
- ノキア
- HP
- モトローラ

## 文化財
本館が国の登録有形文化財に登録されている。この建物は1906年に京都綿ネル株式会社の事務所として建築されたものである。